# Urticales
Urticales  Juss. ex Bercht. & J.Presl, 1820 è un ordine di piante da fiore della sottoclasse Hamamelidae  al quale il Sistema Cronquist attribuisce 6 famiglie:
- Barbeyaceae
- Cannabaceae
- Cecropiaceae
- Moraceae
- Ulmaceae
- Urticaceae

La moderna classificazione APG non riconosce la validità di questo raggruppamento e assegna le suddette famiglie all'ordine Rosales.